# Centaurea emporitana
Centaurea emporitana — вид квіткових рослин айстрових (Asteraceae). Ендемік пн.-сх. Іспанії.